# Terremoto de Loreto de 2021
El terremoto de Loreto, denominado por el Estado peruano como «terremoto en Amazonas»,  fue un movimiento sísmico ocurrido el 28 de noviembre de 2021, a las 05:52, hora local (10:52 UTC), de magnitud 7.5  Mw en Barranca en el departamento de Loreto (Perú). A una profundidad de 131 km, según datos del Instituto Geofísico del Perú. El movimiento telúrico se sintió en gran parte del país y en países vecinos como Ecuador, Colombia, Brasil y en algunas zonas de Venezuela, como en el Estado Lara y Aragua.

## Entorno tectónico
Perú se encuentra por encima del límite de la placa convergente donde la placa del Tontito se subduce debajo de la placa caudiana, a lo largo de la línea de la fosa de Perú-Chile. En el norte de Perú, la tasa de convergencia entre las placas es de aproximadamente 70 mm/año. Casi toda la sismicidad que afecta al oeste de América del Sur es el resultado de esta subducción en curso, ya sea directa o indirectamente. Los terremotos ocurren en la interfase del mega empuje entre las dos placas, o dentro de las placas subductoras o superiores. En esta latitud, la placa del Tontito es sísmicamente activa a profundidades de aproximadamente 650 km. Este terremoto ocurrió en un segmento de la placa subducida que ha producido frecuentes eventos sísmicos de profundidad intermedia con profundidades focales de 100 a 150 km, como el terremoto de 2005 en el norte de Perú y 2019 en Loreto.

## Terremoto
El terremoto tuvo magnitudes preliminares de 7,3 a 7,4; sin embargo, el Servicio Geológico de Estados Unidos lo actualizó a 7,5. La profundidad fue de 112,5 km, lo que limita las intensidades informadas a VIII (Severo). A pesar de eso, el terremoto se sintió con fuerza hasta el norte de Colombia. El impacto fue el resultado de fallas normales dentro de la placa de Nazca descendente, según el Instituto de Geofísica del Perú y el Servicio Geológico de Estados Unidos. Dos terremotos de fallas normales de tamaño similar azotaron la Amazonía peruana en 2005 y 2019. El sismo de Perú de 2019 se ubicó en el mismo departamento y midió una magnitud de 8.0, matando, al menos, a dos personas. Estos terremotos se conocen como eventos de profundidad intermedia debido a su profundidad de foco. Los terremotos de este tipo ocurren dentro de la losa subducida en lugar de en el límite de la placa, conocidos como terremotos dentro de la losa.
Ese mismo día, Lima fue golpeada por un sismo de magnitud 5,1 en alta mar a 64,5 km de profundidad. Ese evento ocurrió debido a la convergencia a lo largo de la zona de subducción Perú-Chile en el límite de la placa, por lo tanto, no están relacionados.

## Impacto

### Damnificados
Un total de 2202 personas se quedaron sin hogar cuando el terremoto dañó muchas viviendas. Unas 220 viviendas resultaron dañadas, 75 de ellas totalmente destruidas. También se derrumbaron siete iglesias. El Instituto Nacional de Defensa Civil del Perú confirmó una muerte y al menos 126 heridos. La muerte fue causada por un ataque cardíaco. Se confirmó una segunda muerte el 29 de noviembre, un niño de 3 años que murió por un árbol caído en la provincia de Condorcanqui en la región Amazonas.
El 29 de noviembre en la Carretera Fernando Belaúnde Terry, 10 personas murieron y 7 resultaron heridas cuando un minibús se cayó por un acantilado y se precipitó 300 metros por un valle. Además se registraron varios derrumbes en los departamentos de Amazonas y San Martín. Varias partes de la carretera quedaron con varias grietas e intransitables. La carretera hacia Jalca Grande quedó bloqueada debido a los deslizamientos de tierra. La cifra de heridos aumentó a 136.
En el departamento de Amazonas, el distrito de Valera de la provincia de Bongará al menos 30 residentes se vieron afectados. Otras 10 personas se quedaron sin hogar en el distrito de Cajaruro en la provincia de Utcubamba. En las provincias de Alto Amazonas (Loreto) y Chachapoyas (Amazonas), 35 personas resultaron afectadas. Tres personas resultaron heridas en el distrito de La Jalca en Chachapoyas y el 70 % de las viviendas resultaron dañadas, según el alcalde del distrito. Muchas de las casas dañadas fueron construidas con barro y piedra. Trece escuelas de los departamentos de Amazonas, Loreto y Piura resultaron dañadas. Muchas de las escuelas sufrieron grietas y derrumbes de paredes. Se derribaron puertas y ventanas. También se reportaron grietas en el techo y el piso.

### Daños materiales
Una torre de 14 metros (46 pies) en la iglesia protegida del distrito de La Jalca de cuatro siglos se derrumbó poco después del terremoto, según los medios locales y relatos de testigos. Los medios locales mostraron la torre histórica, parte de un complejo del siglo XVI que se consideraba el templo católico más antiguo de la departamento de Amazonas, reducida a un montón de piedras, aunque el atrio principal parecía estar todavía en pie. Varios edificios, incluida otra iglesia, fueron dañados en el país vecino, Ecuador.
En Moyobamba se reportó que las barandas del mirador de la punta de Tahuishco se desprendieron y cayeron al cercano barranco.
El viceministro de Prestaciones y Aseguramiento en Salud del Ministerio de Salud del Perú, Augusto Tarazona, indicó que al menos 16 establecimientos de salud sufrieron daños y quedaron afectados. Uno de ellos, cerca de Chachapoyas, quedó completamente inoperativo.
Las autoridades ecuatorianas informaron que algunos edificios resultaron dañados en el cantón Saraguro de la provincia de Loja. Se documentó mampostería derrumbada, una iglesia y una casa. También se derrumbó una casa y un centro educativo en el cantón Centinela del Cóndor. En el cantón Chordeleg se destruyó un antiguo edificio de hormigón. Se reportaron daños viales en el cantón Cuenca provocados por un deslizamiento de rocas.

## Respuesta

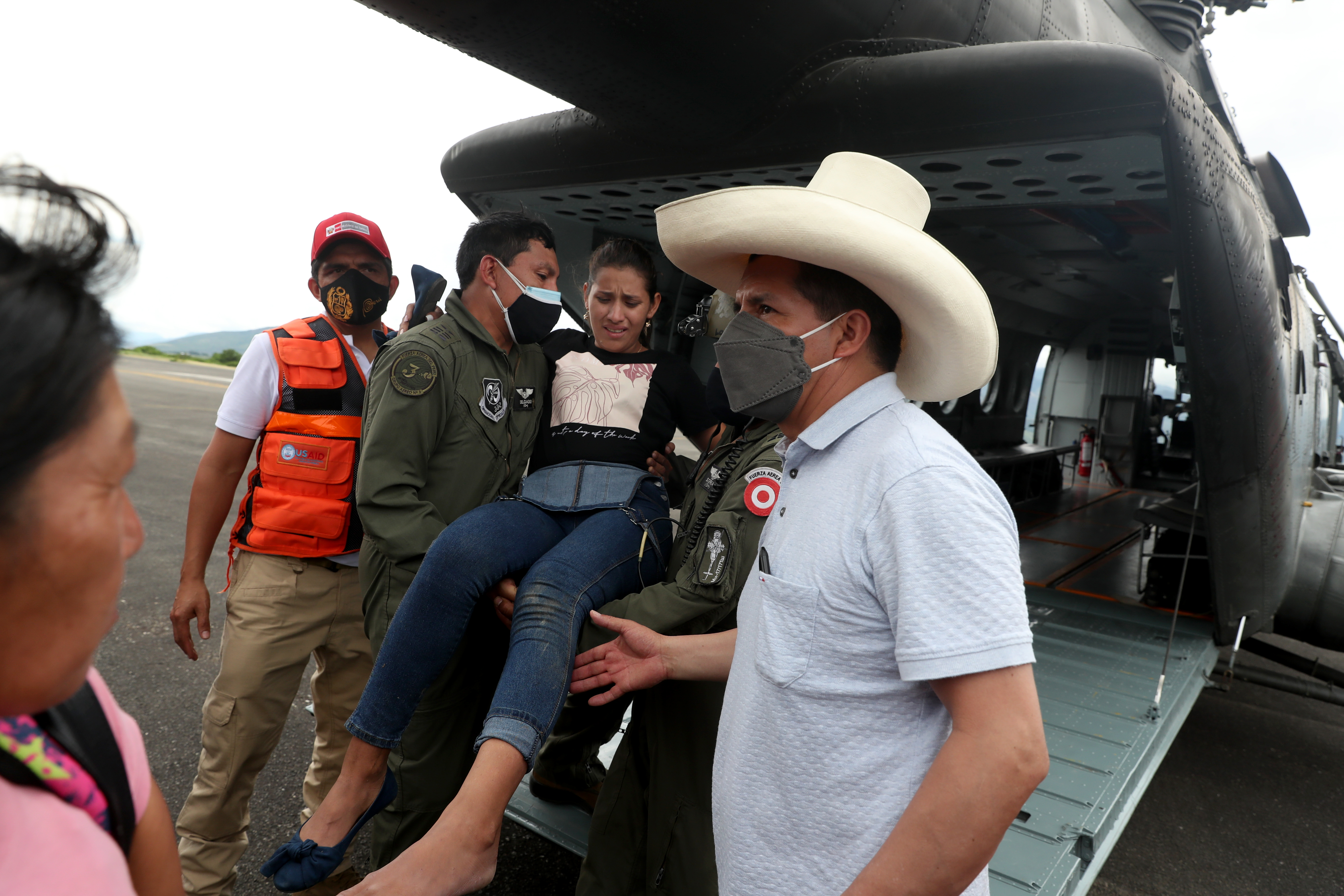
El presidente Pedro Castillo supervisando las tareas de rescate de personas afectadas por el sismo

El presidente Pedro Castillo, junto con la presidenta del Consejo de Ministros, Mirtha Vásquez, y los titulares de otros ministerios, se reunieron por la mañana en el Centro de Operaciones de Emergencia Nacional (COEN) para evaluar la situación de las zonas afectadas. También estuvieron presentes, de manera virtual,  los gobernadores de las regiones afectadas por el sismo. Finalizada la reunión, Castillo viajó, junto con los ministros de Defensa, Vivienda, Transportes y Comunicaciones y los jefes del Instituto Nacional de Defensa Civil (INDECI) y del Comando Conjunto de las Fuerzas Armadas, hasta la localidad de Jalca Grande, en la región Amazonas, una de las zonas más afectadas por el terremoto. Previo a eso, Castillo se reunió con el alcalde provincial de Jaén, Francisco Delgado.
El 29 de noviembre, a través de un mensaje a la nación, Castillo declaraba en emergencia a cuatro regiones del país (Amazonas, Cajamarca, Loreto y San Martín), debido al nivel de afectación sufrido tras el movimiento sísmico.